# Emir Dautović
Emir Dautović (* 5. Februar 1995 in Trbovlje) ist ein slowenischer Fußballspieler.

## Karriere

### Verein
Dautović begann seine Karriere beim NK Rudar Trbovlje. Zur Saison 2010/11 wechselte er in die Jugend des NK Maribor. Zur Saison 2014/15 wechselte er nach Serbien zum OFK Belgrad. Sein Debüt für den Hauptstadtklub in der SuperLiga gab er im November 2014, als er am 13. Spieltag jener Saison gegen den FK Mladost Lučani in der Nachspielzeit für Ivica Jovanović eingewechselt wurde. Bis Saisonende kam er zu 13 Einsätzen in der höchsten serbischen Spielklasse.
Zur Saison 2015/16 wechselte Dautović nach Belgien zu Royal Excel Mouscron. Für Mouscron spielte er zwei Mal in der Division 1A. Im Februar 2016 kehrte er zum OFK zurück, für den er allerdings zu keinem weiteren Einsatz kam. Zur Saison 2016/17 wechselte er in die Niederlande zum Zweitligisten Fortuna Sittard. In Sittard kam er zu acht Einsätzen in der Eerste Divisie. Zur Saison 2017/18 kehrte er nach Slowenien zurück und schloss sich dem Erstligisten NK Ankaran an. Nach fünf Einsätzen in der 1. SNL verließ er den Verein im Oktober 2017 wieder. Nach mehreren Monaten ohne Klub wechselte er im Februar 2018 zum Zweitligisten NK Radomlje, für den er bis Saisonende 13 Spiele in der 2. SNL absolvierte.
Zur Saison 2018/19 wechselte Dautović zum österreichischen Regionalligisten SC Kalsdorf. In zweieinhalb Jahren in Kalsdorf kam er zu 51 Einsätzen in der Regionalliga. Im Januar 2021 schloss er sich der sechstklassigen SU Tillmitsch an. Mit Tillmitsch marschierte er bis 2023 in die Landesliga durch. Nach einer Saison in der vierthöchsten Spielklasse wechselte Dautović zur Saison 2024/25 zum sechstklassigen SV Flavia Solva.

### Nationalmannschaft
Dautović spielte im August 2010 erstmals für eine slowenische Jugendnationalauswahl. Mit der U-17-Mannschaft nahm er 2012 an der Heim-EM teil, bei der er mit den Slowenen allerdings als Letzter der Gruppe B in der Vorrunde ausschied. Dautović kam während des Turniers in allen drei Spielen zum Einsatz. Zwischen August und September 2012 spielte er fünf Mal für die U-19-Auswahl. Im Oktober 2012 kam er zudem zu zwei Einsätzen für das U-18-Team.